# Санкт-Петербургский государственный ледовый театр
Санкт-Петербургский государственный ледовый театр — государственный театр в Санкт-Петербурге.

## История
Ледовый театр основан в 1990 году, в 1994 году театру было присвоено звание Государственного театра.
Труппа театра составляет 25 человек, еще столько же артистов приглашаются с ледовых арен всего мира. В постановках принимают участие мировые звезды фигурного катания, олимпийские чемпионы Алексей Урманов, Елена Бережная, Евгений Плющенко,  призер  Олимпиады  Ирина Слуцкая, пятикратные чемпионы США Чернышёв, Пётр Андреевич и Ланг, Наоми и многие другие.
Для спектаклей Санкт-Петербургский Государственный Ледовый театр использует как натуральный, так и специально привезенный из Германии пластиковый лед, который легко укладывается на любую поверхность, обеспечивает идеальное скольжение и позволяет устраивать ледовые шоу абсолютно в произвольном месте, открытом или закрытом помещении разной площади.
Для постановок выбираются только актуальные сюжеты, используются современные художественные спецэффекты, музыкальное оформление создается с учетом современных  тенденций, привлекаются известные исполнители и композиторы. Спектакли театра предоставляют возможность не только насладиться  мастерством актеров на льду и красотой причудливого переплетения света и звука, но и задуматься  о непреходящих ценностях человеческой жизни
Визитная карточка театра – масштабные видеопроекции, которые преображают ледовую поверхность в эффектные декорации, создавая неповторимую атмосферу волшебства.
С 2012 года художественным руководителем театра является олимпийская чемпионка по фигурному катанию - Бережная, Елена Викторовна
С 2015 года для театр сотрудничает с "Продюсерским центром Ильи Авербуха". Илья Авербух специально для театра ставит музыкальную ледовую сказку "12 месяцев". При подготовке спектакля знаменитый режиссёр применил опыт создания массовых сцен, подобных тем, которые зрители видели в его телевизионных проектах «Год до Олимпиады» и «Год после игр», приуроченных к Олимпиаде 2014 года в Сочи. Благодаря оригинальным ледовым проекциям, действие спектакля, переносится то в сказочный зимний лес, то на цветущие весенние поляны, то на шумную городскую площадь, то во дворец капризной принцессы. В спектакле принимают участие олимпийские чемпионы Татьяна Тотьмянина и Максим Маринин, Елена Бережная, а также воздушные акробаты и несколько танцевальных ансамблей. Всего в спектакле задействовано более ста человек. Сам спектакль вошел в программу Петербургской "губернаторской ёлки" 2015 года.
В 2017 году театр строит свой собственный каток на территории выставочного комплекса Ленэкспо, в павильоне 8А. Здесь же начинают проводиться спектакли театра.
Репертуар театра включает спектакли для зрителей разных возрастов:  для детей - «12 месяцев», «Алиса в стране чудес», «Бременские музыканты на льду», «Буратино на льду». Для взрослой и семейной аудитории: драматический спектакль «Юнона и Авось на льду», «Принцесса Анастасия на льду», «Щелкунчик», «1001 ночь на льду»,  

## Репертуар
- 12 месяцев
- Бременские музыканты на льду
- Буратино
- Юнона и Авось на льду
- Алиса в стране чудес
- Щелкунчик
- 1001 ночь на льду
- Принцесса Анастасия на льду
- Малыш и Карлсон, который живет на крыше
- Эстрадно-цирковые номера, спектакли на льду

## Артисты театра
- Бережная, Елена Викторовна
- Вадим Ярков (хореограф спектаклей)
- Дмитрий Ефремов
- Игорь Шишонок
- Никита Михайлов (хореограф спектаклей)
- Сергей Славнов
- Полина Сошкина